# Edelmiro Correa Falcón
Edelmiro Correa Falcón (Buenos Aires, 1887 - Buenos Aires, 10 de mayo de 1971) fue un político y ruralista argentino, que ocupó el cargo de Gobernador interino del Territorio Nacional de Santa Cruz designado por el presidente Hipólito Yrigoyen desde el 8 de marzo de 1919 hasta 1921. En aquel tiempo se desempeñaba como Secretario Gerente de la Sociedad Rural de Santa Cruz. Correa había sido comisario en los Territorios de Chaco y Santa Cruz, devino estanciero, director del periódico conservador La Unión de Río Gallegos, presidente de la Sociedad Rural y Gobernador interino, finalmente. Se opuso fuertemente ante el juez letrado del territorio nombrado por Yrigoyen, Ismael Viñas, al que acusaba de ponerse del lado de los obreros. Esto motivó que le iniciara un juicio político para destituirlo. Por sus contactos entre la oligarquía terrateniente bonaerense y los estancieros europeos de Patagonia austral se convirtió en un articulador clave para la represión al movimiento obrero en el verano de 1922.

## Trayectoria
Mientras se desempeñaba como Gobernador se dieron una serie de huelgas de trabajadores anarcosindicalistas de estancias y latifundios, conocidas comúnmente como Patagonia Rebelde. La misma afectó a los patrones de estancia representados por la Sociedad Rural Argentina (SRA), de la que Correa Falcón formaba parte junto con la Liga Patriótica Argentina. Se dieron incidentes en los que algunos historiadores sostienes que los hechos fueron manipulados a favor de la SRA para hacer creer al gobierno nacional de que la provincia se encontraba en la anarquía y pronta a ser apropiada por Chile. Fue desplazado por Yrigoyen por estos motivos, quien designó en su reemplazo a Ángel Ignacio Iza, y envió al coronel Héctor Benigno Varela a controlar la situación en los hechos, donde fueron asesinados miles de obreros.serie de huelgas y conflictos sociales que ocurrieron en Santa Cruz entre los años 1920 y 1921, conocidos comúnmente como la Patagonia Rebelde, y que se saldarían con la represión por parte del ejército argentino y el asesinato de unos 1 500 obreros rurales.
Entre el 29 de abril de 1924 y el 5 de mayo de 1926 fue intendente municipal de Río Gallegos, 
Viñas pronto comenzó a investigar hechos de corrupción que involucraban a algunas empresas ganaderas y miembros de las sociedades rurales del territorio motivaron un sonado conflicto institucional entre la gobernación y el juzgado.
Según el hijo mayor de Esther Porter, Ismael Viñas (h), fue ella quien interiorizó al juez letrado Ismael Viñas en las injusticias que sufrían los obreros patagónicos y la explotación a la que estaban sometidos por los grandes hacendados: 
Según nos contó mi padre mucho después, cuando mamá fue a visitar a los presos en la comisaría se levantó uno de ellos [Pedro Mogilnitzky], la saludó en ruso, le besó la mano al más ceremonioso modo europeo, y le contó la “verdad”. Que ellos no eran delincuentes, sino trabajadores que se habían organizado para luchar contra la explotación, y que por eso los habían detenido.
.
Adquirió en 1926 una estancia en la zona de lago Argentino, cerca de la frontera con Chile, convirtiéndose así en estanciero hasta el año 1960. Participó en la creación de la Cooperativa Ganadera Lago Argentino, de la cual fue presidente varios años.

## Obras publicadas
- Correa Falcón, Edelmiro. (1966). De la llanura del bosque y de la montaña. Buenos Aires: Ciordi
- Correa Falcón, Edelmiro. (1958). Los Sucesos de Santa Cruz, 1919 a 1921. Buenos Aires: s.ed.
- Correa Falcón, Edelmiro. Prólogo de Josué Quesada. (1950). Vidas patagónicas. Buenos Aires: s.ed.
- Correa Falcón, Edelmiro y Klappenbach, Luis. (1924). La Patagonia Argentina: estudio gráfico y documental del Territorio Nacional de Santa Cruz. Buenos Aires: s.ed. http://patlibros.org/lpa/